# إبراهيم يسري (ممثل)
إبراهيم يسرى (20 أبريل 1950 - 20 أبريل 2015)، ممثل مصري من مواليد القاهرة.

## حياته
إبراهيم يسرى من مواليد 20 أبريل عام 1950 التحق بكلية التجارة ودرس بها لمدة عامين، ثم حصل على بكالوريوس المعهد العالي للفنون المسرحية 1975، إنضم إلى مسرح الطليعة، ثم اتجه إلى التلفزيون ورغم موهبته المتميزة فإن أعماله السينمائية أقل من موهبته. كانت بدايته الفنية في مسرح الطليعة، قبل أن ينتقل للعمل بالتلفزيون في بداية الثمانينيات حيث شارك بالعديد من المسلسلات في تلك الفترة منها “أهلاً بالسكان، المحروسة 1985، الشهد والدموع”، ثم عمل بعدها بالسينما حيث كانت أول أفلامه “البريء والمشنقة” عام 1986، وشارك بنفس العام بفيلم “عودة مواطن”، لتتوالى بعدها أعماله ما بين السينما والتلفزيون.
وشارك يسري في عشرات الأعمال والتي من أبرزها “ليالي الحلمية”، و”امرأة هزت عرش مصر”، و”مرجان أحمد مرجان”.

## أعماله

### أفلامه
| - لحظات أنوثة 2008 .وائل - مرجان أحمد مرجان 2007.إبراهيم - فيلم ثقافي 2000 - الإمبراطورة 1999 .مجدي البراشي ابن الباشا الكبير - امرأة هزت عرش مصر 1995 .حسين طبيب ورئيس مخابرات القصر | - مصيدة الذئاب 1994 - الإرهابي 1993 ... محسن - بنات في ورطة 1992 .شريف - شقاوة في ال 70 فيلم 1988 | - السادة الرجال 1987 - الملائكة لا تسكن الارض 1987.مدحت أخو منى - عودة مواطن 1986 - البريء والمشنقة 1986.جلال |

### مسلسلاته
| - كش ملك 2014 (لم يعرض بعد) - جوز ماما (ج3) 2013 - هز الهلال يا سيد 2011 (تحت الأعداد) - مشرفة رجل لهذا الزمان 2011 .طه حسين - عابد كرمان 2011 ... السيد يوسف - الجماعة 2010 ... ضيف شرف - جنة ونار 2009 - الأشرار 2009 - في مهب الريح 2009 - صدق وعده 2009 .عثمان بن مضعون - ظل المحارب 2008. آدم سميث - كلمة حق 2008 - سكة اللي يروح 2008 - قصص بوليسية 2008 - راجل وست ستات(ج3) ... سيت كوم 2008 - من أطلق الرصاص على هند علام 2007 - قضية رأي عام 2007 - ساعة عصاري 2007 - حارة العوانس 2006 - مواطن بدرجة وزير 2006 - نور الصباح 2006 | - القاهرة ترحب بكم 2006 - قلب الدنيا 2006 - قلوب تائهة 2006 - الجانب الآخر من الشاطىء 2005 - أماكن في القلب 2005.ماك ارثر - أصحاب المقام الرفيع 2004 - أهل الرحمة 2004.همام - بطة واخواتها 2004 - عيب يا دكتور 2004 - غدر وكبرياء 2004 - أيامنا 2004 - الليل وآخره 2003 - ملك روحي 2003 - امانة يا ليل 2003 - غدا يوم آخر 2003 - ذنوب الأبرياء 2003 - شمس يوم جديد 2003 - وحلقت الطيور نحو الشرق 2002 .سامح الحسيني - أميرة في عابدين 2002.ضيف شرف - حديث الصباح والمساء 2001.عمرو المصري | - العائلة والناس 2001 - النساء قادمون 2001 .هاني/ضيف شرف - أوبرا عايدة 2000 - الليث بن سعد 1999 - امرأة من زمن الحب 1998 .مسعد - القلب يخطىء أحيانا 1998 ... فريد - هوانم جاردن سيتي (ج1 ،2) 1997، 1998 .صلاح رشدي - أبو حنيفة النعمان 1997 - سنوات الغضب 1996 - حتى لا يغيب القمر 1996 - موعد مع الغائب 1995 - كلام رجالة 1995 - عظمه يا ست 1995 - عصر الأئمة 1994 . الإمام الشافعي - المال والبنون (ج1، 2) 1993 .فهمي فراويلة - أهل الطريق 1993 - وكان لقاء 1992 .مجدي السكري - ليالي الحلمية (ج4) 1992 - ضمير أبله حكمت 1991 .بهاء - تحت ظلال السيوف 1991 .زرياب | - الطوفان 1990 - هالة و الدراويش 1990 - الدنيا وردة بيضاء 1990 .هلال - عصفور النار 1987 - الشهد والدموع (ج 2) 1985.هاني حافظ - المحروسة 85 1985.فؤاد - رحلة السيد أبو العلا البشري ج1 1985 - إمرأة مختلفة 1984 - أهلاً بالسكان 1984 - الفتوحات الإسلامية 1981 - لمن اترك كل هذا 1900 - القرار - المفسدون في الأرض - بنات الأصول - سعد اليتيم - دهب قشرة - التضحية - قلوب حائرة - الإمام محمد عبده - السفينة والربان - نهاية العالم ليست غدا |

### أخرى
| - الحادثة اللي جرت. مسرحية 2010. (تحت الأعداد) - الحلو ما يكملش. الفوازير 1997 - الجميلة و الوحشين. مسرحية 1996 - وجهي القمر. سهرة تلفزيونية 1996 - بلال مؤذن الرسول. مسرحية | - أوهام الحياة. تمثيلية - جائزة نهاية العمر. سهرة تلفزيونية - سر المهنة. سهرة تلفزيونية - الرجل المناسب وأنا وابن عمي. سهرة تلفزيونية - مرة واحد صاحبنا. سهرة تلفزيونية | - مسألة شرف. سهرة تلفزيونية - الأسوار. سهرة تلفزيونية - شيء من الحب. سهرة تلفزيونية - هي والحقيقة. سهرة تلفزيونية - اعقل يا عمدة. سهرة تلفزيونية | - الرنين والصدى. سهرة تلفزيونية - نقطة مراقبة. سهرة تلفزيونية - الأصدقاء. سهرة تلفزيونية - هكذا دواليك. سهرة تلفزيونية |

## وفاته
توفي بتاريخ 20 أبريل 2015 في مستشفى مصر الدولي، بعد تعرضه لوعكة صحية، أدخل بسببها العناية المركزة، أثر هبوط حاد بالدورة الدموية.

## وصلات خارجية
- إبراهيم يسري على موقع IMDb (الإنجليزية)
- إبراهيم يسري على موقع IMDb (الإنجليزية)
- إبراهيم يسري على موقع الدهليز
- إبراهيم يسري على موقع قاعدة بيانات الأفلام العربية
- إبراهيم يسري على موقع قاعدة بيانات الفيلم (الإنجليزية)
- إبراهيم يسري على موقع كينوبويسك (الروسية)